# Алгабас (Астраханський район)
Алгаба́с (каз. Алғабас) — село у складі Астраханського району Акмолинської області Казахстану. Входить до складу Узункольського сільського округу.
Населення — 55 осіб (2021; 99 у 2009, 264 у 1999, 268 у 1989).
Національний склад станом на 1989 рік:
- казахи — 100 %.